# Alterique Gilbert
Alterique Lamont Gilbert (Richmond, 6 ottobre 1997) è un cestista statunitense.

## Carriera
Dopo aver trascorso la carriera universitaria tra UConn Huskies e WSU Shockers, il 15 gennaio 2022 firma il primo contratto professionistico con il Pärnu, con cui vince il campionato estone, primo titolo nella storia del club. Il 20 luglio seguente si trasferisce al Kalev/Cramo.

## Palmarès

### Squadra
- Campionato estone: 2

Pärnu: 2021-2022
Kalev/Cramo: 2022-2023
- Coppa di Polonia: 1

Walbrzych: 2025

### Individuale
- McDonald's All-American (2016)